# Хакери (филм)
Хакери (оригинално заглавие: Hackers) е американски трилър-филм от 1995, с режисьор Йън Софтли и с участието на Анджелина Джоли, Джони Лий Милър, Реноли Сантяго, Матю Лилард, Лорейн Брако и Фишър Стивънс. Филмът проследява експлойтите на група от гимназиални хакери и тяхното забъркване в конспирация за изнудване в рамките на корпорация.

## Сюжет
Zero Cool (Дейд Мърфи) през 1988 г., тогава на 11 години, е арестуван и обвинен в разбиването на 1507 системи в един ден и причиняване на спиране на електричеството в Нюйоркската фондова борса. Неговото семейство е глобено с 45 000 долара и той няма право да притежава или да работи с компютър или тонален телефон до 18-ия му рожден ден. Седем години по-късно Дейд (играе се от Джони Лий Милър) се обажда в местна телевизионна станция, убеждава охраната да му дадат номера на модема и успешно се хаква в компютърната мрежа на станцията, сменяйки текущата телевизионна програма с епизод на The Outer Limits. Но в същото време Дейд е „атакуван“ от хакер с никнейм Acid Burn в същата мрежа. Те провеждат онлайн разговор по време на който Дейд се идентифицира с нов ник Crash Override, с който да скрие всъщност кой е.
Дейд записва по това време в Гимназия Стантън в Ню Йорк, където среща Кейт Либи (Анджелина Джоли), която има за задача да го разведе из училището. Дейд научава по-късно, че Кейт е Acid Burn, те спорят кой е по-добрият хакер. Проблемите започват, когато хакера новобранец Джоуи Пардела (Джеси Брадфорд), успява да пробие защитите на суперкомпютъра на Компанията за минерали Елингтън, за да докаже на останалите че е елитен хакер.

## Актьорски състав
| Актьор          | Роля           |
| --------------- | -------------- |
| Джони Лий Милър | Дейд Мърфи     |
| Анджелина Джоли | Кейт Либи      |
| Фишър Стивънс   | „Чумата“       |
| Джеси Брадфорд  | Джоуи Пардела  |
| Матю Лилард     | Сириал         |
| Лорънс Мейсън   | Никон          |
| Реноли Сантяго  | Фрик           |
| Уендъл Пиърс    | агент Дик Гил  |
| Лорън Мърфи     | Алберта Уотсън |
| Лорейн Брако    | Марго          |
| Пен Джилет      | Хал            |